# Régnicole
Régnicole est un terme juridique ancien qui désigne tous les habitants naturels d'un royaume ou État. Cette qualité de régnicole est opposée à celle d’aubain ou d'étranger. En droit contemporain, on parle plutôt de citoyen ou de justiciable.
Sous l'Ancien Régime, les droits attachés à la qualité de régnicole consistaient dans la faculté de plaider en demandant sans donner la caution, le judicatum solvi ; à pouvoir succéder et disposer de ses biens par testament, posséder des offices et des bénéfices dans le Royaume.
Au contraire, les aubains ou étrangers étaient privés de tous ces avantages, à moins d'avoir obtenu des lettres de naturalité, auquel cas ils devenaient régnicoles et étaient réputés naturels français.
Les Suisses, par exemple, jouissaient en France des mêmes privilèges que les régnicoles et par conséquent étaient considérés comme tels.
Le mot apparaît en français vers 1509. Il est formé à partir du latin regnicola (de regnum, « royaume » et -cola, « habitant ») : habitant d'un royaume. On trouve dans le latin chrétien regnicolae pour habitants du royaume des cieux.
Après la Révolution française et la chute de la monarchie, certains auteurs comme Jean-Baptiste-Victor Proudhon ont remplacé ce mot par républicole pour habitant de la république. Ce mot a été repris dans le premier projet de Code civil de 1804.